# Igor Krupenikov
Igor Krupenikov (în rusă Игорь Крупеников; n. 28 martie/10 aprilie 1912, Sankt Petersburg, Imperiul Rus – d. 1 septembrie 2013, Chișinău, Republica Moldova) a fost un specialist rus în domeniul genezei, geografiei, cartografiei, bonitării, protecției antierozionale a solurilor, în special a cernoziomurilor, care a fost ales ca membru de onoare al Academiei de Științe a Moldovei.